# Togarma
Togarma (hebräisch תֹגַרְמָֽה, altgriechisch θοργαμα) ist im Alten Testament der dritte Sohn Gomers, ein Enkel Jafets und ein Urenkel Noachs. Er erscheint in der Völkertafel in Gen 10,3  und 1 Chr 1,6 .

## Biblischer Bericht
In der Völkertafel werden zwei Brüder Togarmas erwähnt, Aschkenas und Rifat. Der Abschnitt der Völkertafel Gen 10,1–4a , in dem Togarma und seine Brüder erwähnt werden, gehört der Priesterschrift an.
In Ezechiel 27,14  und 38,6  wird Togarma als Ortsname bzw. als Bezeichnung einer Personengruppe Bet-Togarma (zu deutsch „Haus Togarmas“) genannt. In einer Audition des Propheten Ezechiel sind Bet-Togarma und Gomer mit Magog, Meschech und Tubal verbündet und ziehen gegen Israel in den Krieg. Gott richtet sie aber und vereitelt ihren Kriegszug (Ezechiel 38,18–21 ).

## Außerbiblisches
Der jüdische Historiker Flavius Josephus (37 – c. 100 AD) und die Kirchenväter Hieronymus (c. 347 – 420 AD) und Isidor von Sevilla (c. 560 – 636 AD) betrachteten Togarma als den Vater der Phrygier.
In der Geschichte Armeniens von Moses von Choren und den Georgischen Chroniken von Leonti Mroweli wird Togarma als Stammvater der Armenier und Georgier genannt. Als seine Söhne werden aufgeführt:
1. Hayk
2. Kartlos
3. Bardos
4. Movakos
5. Lekos
6. Heros
7. Kaukas
8. Egros

In Hebräisch verfasste chasarische Dokumente aus dem 10. Jahrhundert n. Chr. sehen in Togarma wiederum den Stammvater aller Turkvölker.